# Лі Джун Хо
Лі Джун Хо (кор. 이준호) — південнокорейський ковзаняр, спеціаліст з бігу на короткій доріжці, олімпійський чемпіон та медаліст, чемпіон світу та призер чемпіонатів світу, чемпіон Азійських ігор.
Золоту олімпійську медаль та звання олімпійського чемпіона Лі виборов на Альбервільській олімпіаді 1992 року разом із товаришами з південнокорейської команди в естафеті на 5000 м. На цій же Олімпіаді Лі отримав особисту бронзову медаль на дистанції 1000 м. 
Лі першим із корейських шорт-трекістів виграв, у 1990 році, чемпіонат світу в багатоборстві.

## Виноски
1. 1 2  Albertville 1992 Official Report (PDF). Le Comite d'Organisation des Jeux Olympiques Albertville. LA84 Foundation. 1992. Архів оригіналу (PDF) за 26 лютого 2008. Процитовано 16 січня 2014.